# Teal (rivière)
La rivière Teal  (anglais : Teal River) est un cours d’eau du district et de la région de  Nelson de l’Île du Sud de la Nouvelle-Zélande et un affluent gauche du fleuve Wakapuaka.

## Géographie
Elle s’écoule vers le nord à partir de son origine dans un pays de collines vers l’ouest de la ville de Nelson pour atteindre le fleuve Wakapuaka.